# Per-Jonapluttarna
Per-Jonapluttarna är en sjö i Strömsunds kommun i Jämtland och ingår i Ångermanälvens huvudavrinningsområde.